# Pseudomicroplus aquilus
Pseudomicroplus aquilus är en skalbaggsart som beskrevs av Marc Lacroix 1998. Pseudomicroplus aquilus ingår i släktet Pseudomicroplus och familjen Melolonthidae. Inga underarter finns listade i Catalogue of Life.